# 혹개복치
혹개복치(학명:Mola alexandrini)는 복어목 개복치과에 속하는 물고기이다. 몸길이가 3.3m인 대형어류에 속한다.

## 특징과 먹이
혹개복치는 다른 개복치에 비해 몸에 혹모양의 돌기를 가지고 있으며 소개복치라는 이름으로도 불리는 물고기이다. 몸은 검은색과 회색의 모습을 갖추고 있으며 비교적 작은 눈을 가지고 있다. 몸은 평평하고 둥글며 이빨은 앵무새처럼 부리의 모양으로 융합되어 있다. 수평으로 수영을 할 때에 앞뒤로 몸을 휘젓는 큰지느러미를 가지고 있으며 피부가 다소 거친 편이다. 또한 소달뼈, 갈비뼈, 골반지느러미가 없고 척추를 융합하여 자신의 중앙지느러미만 사용할 수가 있다. 먹이로는 멸치, 청어, 정어리와 같은 작은 물고기들과 해파리를 주로 잡아먹는 육식성물고기에 속한다.

## 서식지
혹개복치의 주요한 서식지는 태평양과 대서양의 남부로 다른 개복치에 비해선 비교적 온도가 낮은 온대의 바다에서 서식하는 어종이다. 오스트레일리아, 뉴질랜드, 칠레부터 남아프리카 공화국까지 서식하는 종으로 수심 0~140m의 해역에서 서식하는 표해수대의 어류이다.

## 같이 보기
- 복어목
- 개복치과